# Sarah Hopkins Bradford
Sarah Hopkins Bradford (ur. 1818, zm. 1912) – amerykańska prozaiczka i poetka, znana jako autorka książek dla dzieci.

## Życiorys
Sarah Hopkins Bradford urodziła się 20 sierpnia 1818 w miejscowości Moscow w stanie Nowy Jork. Wychowywała się w Mount Morris, Albany i Genevie. W 1839 wyszła za mąż za prawnika Johna Bradforda (1813-1861). Małżonkowie mieli sześcioro dzieci, Charlesa, Williama, Mary, Johna, Elizabeth i Louisę. Po śmierci męża w 1861 otworzyła Mrs. Bradford’s School for Young Ladies and Little Girls. Zmarła 25 czerwca 1912 w Rochester. Została pochowana na cmentarzu Washington Street Cemetery.

## Twórczość
W 1847 Sarah Hopkins Bradford wydała swoją pierwszą książkę Amy, the Glass Blower’s Daughter. Poświęciła się głównie pisaniu książek dydaktycznych dla dzieci. Opublikowała między innymi serię Silver Lake, w której skład weszły The Budget, The Jumble, Ups and Downs, The Green Sachel, The Cornucopia i Aunt Patty’s Mirror. Napisała też dwie biografie abolicjonistki Harriet Tubman.